# باب گوچونی
باب گوچونی (انگلیسی: Bob Guccione؛ ‎/ɡuːˈtʃoʊni/‎ goo-CHOH-nee؛ زاده ۱۷ دسامبر ۱۹۳۰ درگذشته ۲۰ اکتبر ۲۰۱۰
plano, texas, u.s.) مؤسس مجله پنت هاوس اهل ایالات متحده آمریکا بود.